# Casa del Estudiante de Valladolid
La Casa del Estudiante o Casas de la Beneficencia es un conjunto de viviendas del siglo XVI de la ciudad de Valladolid, España. Desde 1973 pertenecen a la Universidad de Valladolid, albergando dependencias administrativas.

## Descripción
Reciben su nombre por haberse ubicado en ellas la histórica Casa de Beneficencia de la ciudad. El conjunto perteneció originalmente a Pedro Laso de Castilla y la familia Villafañe respectivamente, pasando en el siglo XVIII a ser sede de las Monjas de Santa Ana y, posteriormente, acogiendo funciones judiciales y a las 
Madres Oblatas. Desde 1973 es propiedad de la Universidad de Valladolid.
Los elementos más destacados de ambas casas, transformadas en su configuración para acoger dependencias administrativas de la Universidad de Valladolid, son las portadas, ocupando posiciones centrales en cada una de las fachadas. Ambas son de medio punto enmarcadas por columnas y con elementos ornamentales, si bien se han perdido los elementos heráldicos.